# Asilo de Madalena

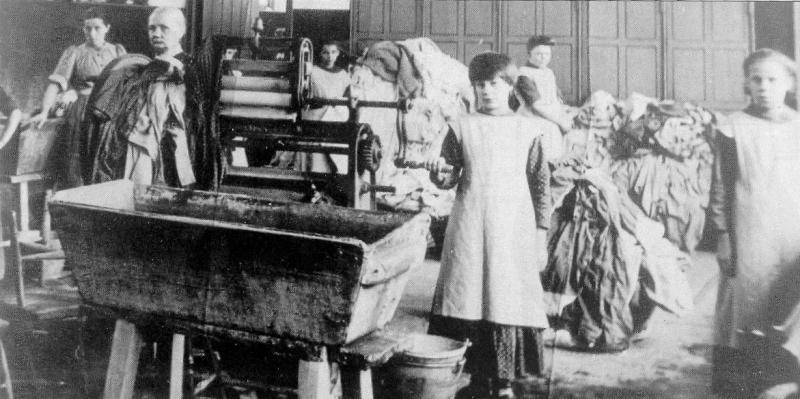
Um asilo de Madalena na Irlanda, no início do século XX

Os asilos de Madalena, também conhecidos como lavandarias de Madalena, foram instituições que existiram entre o século XVIII e o final do século XX, ostensivamente chamadas de casas para "mulheres perdidas".
Estes locais operaram por toda a Europa, Austrália e América do Norte, abrigando mulheres com deficiência física e mental, rebeldes, mães solteiras, vítimas de violação e aquelas que se acreditava possuir um caráter duvidoso, promíscuo ou moralmente corrupto, como as prostitutas.

## História
O primeiro asilo remonta a 1758, em Whitechapel (Inglaterra). À semelhança deste, Arabella Denny criaria um segundo, em 1765, na capital da Irlanda, Dublin (Lesson Street). O Magdalen Asylum for Penitent Females foi fundado pela Igreja Protestante. Gradualmente, estes asilos ficaram sob o controlo da Igreja Católica.
Estes receberam um nome inspirado em Maria Madalena que, segundo a compreensão católica, se arrependeu dos seus pecados e se tornou numa das mais fiéis seguidoras de Jesus Cristo. Em 1900, havia mais de 300 asilos em Inglaterra e mais de 20 na Escócia.

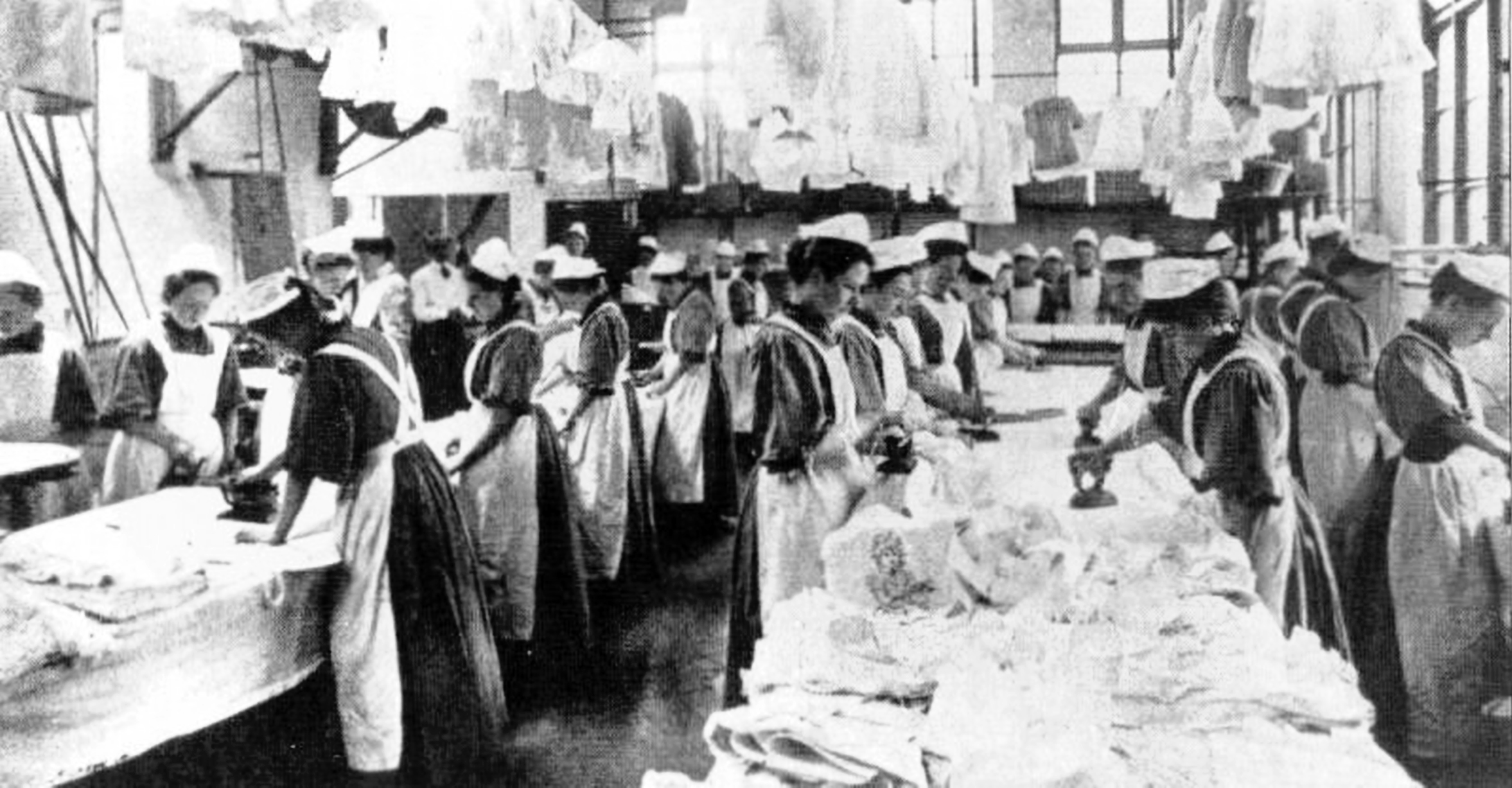
Uma lavandaria de Madalena em Inglaterra, no início do século XX

Inicialmente, a missão dos asilos era a reabilitação e a caridade. Naquela época, as mulheres grávidas que não estivessem casadas tinham, muitas vezes, que escolher entre a emigração, a mendicância, a prostituição e o encarceramento. Todavia, estes acabariam por ser tornar espaços altamente punitivos. Na maioria dos asilos, as internas eram obrigadas a realizar intensos trabalhos físicos, incluindo trabalhos de lavandaria e costura. Haviam escassas provisões. Elas suportavam um regime diário que incluía longos períodos de oração e silêncio forçado. Existem alguns casos de abusos sexuais.
Uma vez dentro dos conventos, meninas e mulheres eram presas atrás de janelas gradeadas, não recebiam informações sobre quando ou se seriam libertadas, os seus nomes eram frequentemente alterados, os seus cabelos cortados e as suas roupas retiradas e substituídas por um uniforme monótono. As visitas de amigos ou familiares não eram incentivadas e eram monitoradas por freiras, quando ocorriam.
As lavandarias eram administradas comercialmente, com fins lucrativos, mas as internas não recebiam. As punições incluíam o confinamento solitário, o abuso físico e rituais de humilhação. As sobreviventes falam de umas constante vigilância, insultos verbais, frio, uma dieta pobre e condições de higiene humilhantes e inadequadas. Estas nunca receberam educação ou formação. Se escapassem, eram frequentemente capturadas e devolvidas pela polícia local. As freiras puniam-nas, em muitos casos, transferindo-as para uma lavandaria de Madalena diferente.
Na Irlanda, estima-se que 30 mil mulheres possam ter passado por estas instituições. O último asilo de Madalena, localizado na Sean McDermott Street, em Dublin, encerrou a sua actividade a 25 de Setembro de 1996. À época, existiam 40 residentes, a mais velha com 79 anos. Apesar dos boatos que indicavam que a Gloucester Street Laundry se transformaria num hotel, o governo anunciou em 2022 a construção de um novo centro de investigação que preservaria o prédio, totalmente financiado pelo estado. O espaço transformar-se-ia num memorial a cargo do Museu Nacional da Irlanda. Prevê-se que o Centro Nacional de Pesquisa e Memória inclua um arquivo especializado e um local dedicado a exposições. Em 2025 assistiram-se a protestos de sobreviventes que alegam não terem sido previamente consultados sobre os planos para o imponente edifício do centro norte da cidade.
No ano de 2022, um monumento dedicado àqueles que foram encarcerados foi instalado no Little Museum of Dublin. A Journey Stone foi projectada para unir os sobreviventes destas instituições em torno de um lembrete do percurso sofrido por muitas meninas e mulheres encarceradas nas lavandarias de Madalena. Este reconhece a coragem, a integridade e a dignidade destas internas.

## Magdalene Memorial CommiteeeJustice for Magdalenes

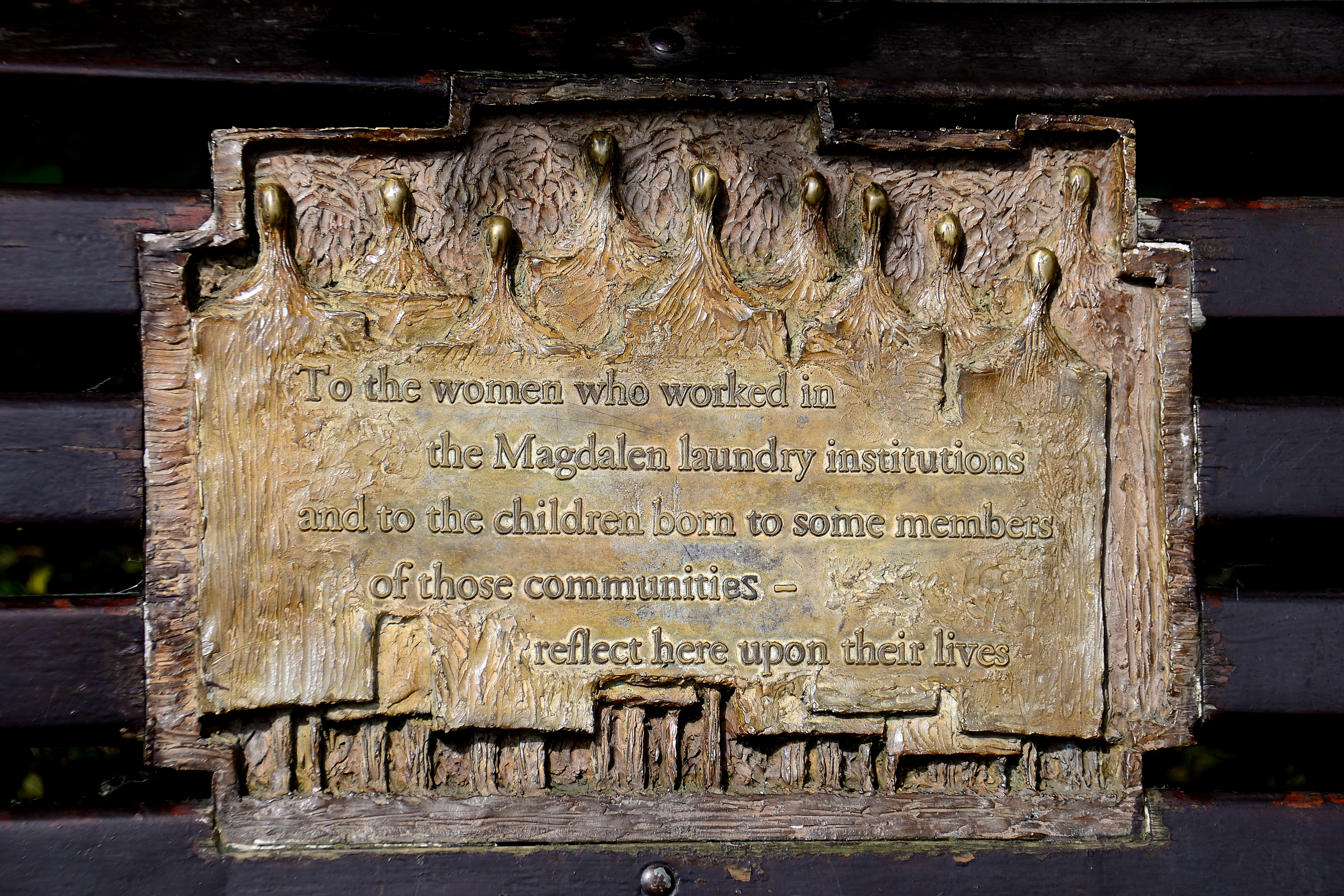
Memorial em St Stephen's Green. A placa diz: "Às mulheres que trabalharam nas lavandarias de Madalena e às crianças nascidas de alguns membros dessas comunidades - reflicta aqui sobre as suas vidas".

O Magdalene Memorial Commitee foi estabelecido em 1993, depois de uma ordem religiosa católica (as Sisters of Our Lady of Charity of Refuge) ter vendido o seu terreno em High Park - para cobrir os resultados infelizes na bolsa de valores - e exumado os corpos não identificados de 133 mulheres. O grupo pressionou o Estado para a organização de um funeral público e organizou uma campanha para que fosse instalado um memorial em St. Stephen's Green Park, Dublin. Em Setembro, os restos cremados de 154 das 155 mulheres - mais 22 - foram enterrados novamente no cemitério de Glasnevin. Os seus nomes foram listados num monumento ausente de simbolismo religioso.
As datas das suas mortes, posteriormente fornecidas, apontam para a incrível longevidade destas instituições - a mais antiga remonta a Abril de 1858 e a mais recente a Dezembro de 1994. Três anos depois, estas mulheres foram, pela primeira vez, reconhecidas. Esta era a maior lavandaria de Madalena do país.
Dez anos após a criação do Magdalene Memorial Commitee, Mari Steed, Claire McGettrick e Angela Newsome fundaram a Justice for Magdalenes. Esta tinha dois objetivos principais: obter um pedido oficial de desculpas e o estabelecimento de um esquema de compensação para todas as sobreviventes.
Em 2011, a Comissão da ONU Contra a Tortura (UNCAT) solicitou ao governo irlandês que instaurasse um inquérito para investigar denúncias de maus-tratos. Este culminou no McAleese Report. No mês de Fevereiro de 2013, o primeiro-ministro Enda Kenny apresentou as suas desculpas - em nome do governo irlandês - às milhares de mulheres que foram forçadas a trabalhar nestas instituições. O relatório confirmaria que o governo irlandês havia sido conivente com o trabalho escravo e responsável pelo envio de pelo menos 1/4 destas internas. Em Maio, tendo alcançado os seus objetivos, a Justice for Magdalenes transforma-se na Justice for Magdalenes Research. Nesse ano, o governo irlandês concordou em pagar compensações monetárias a centenas de mulheres. As congregações religiosas recusaram-se a contribuir para o fundo de reparação.

## Releituras
Em 1992 foi produzida a primeira peça de Patricia Burke Brogan, Eclipsed. Conta a comovente história de um grupo de mulheres enviadas para as lavandarias de Madalena, na década de 1960. A narrativa é inspirada na experiência da autora enquanto noviça na ordem das Irmãs da Misericórdia (Forster Street, Galway). O papel da dramaturga, poetisa e artista foi crucial na exposição desta realidade oculta. Eclipsed ganhou diversos prémios.
Joni Mitchell escreveu e interpretou a canção The Magdalene Laundries. Esta consta no álbum Turbulent Indigo, lançado em 1994.
Sex in a Cold Climate é um documentário irlandês de 1997 que detalha os maus-tratos às "mulheres perdidas" nas lavandarias de Madalena, na Irlanda. Foi produzido e dirigido por Steve Humphries e narrado por Dervla Kirwan. Narra as histórias de Bridgid, Phyllis, Christina e Martha, que viveram em asilos de Madalena em diferentes momentos do século XX. Este serviu de inspiração para a longa-metragem intitulada The Magdalene Sisters e de pano de fundo para Philomena.
O filme The Magdalene Sisters de 2002 é inspirado na rotina das mulheres que viviam nestas instituições. Realizado por Peter Mullan, conta a história fictícia de três mulheres - protagonizadas por Anne-Marie Duff, Dorothy Duffy e Nora-Jane Noone - de Dublin, em 1964.
No mesmo ano estreia Philomena, um drama que conta com Judi Dench e Steve Coogan nos principais papéis. Stephen Frears encena a história de uma mulher irlandesa, obstinada por descobrir o que aconteceu ao filho que lhe havia sido retirado na década de 1950 - quando foi forçada a colocá-lo para adopção, enquanto trabalhava numa das lavandarias penitenciais da República da Irlanda. Este teve por base O Filho Perdido de Philomena Lee, livro de Martin Sixsmith, publicado em 2009. O filme foi nomeado para quatro Ócares.
The Woman in the Wall é uma série de televisão criada por Joe Murtagh. Estreou em Agosto de 2023 na BBC One. Ao longo de seis episódios acompanhamos uma protagonista (Ruth Wilson) que sofre de sonambulismo extremo - relacionado com os traumas que remontam ao tempo que passou nas controversas lavandarias de Madalena, da Irlanda.
Em 2024, o tema volta a ser abordado no filme Small Things Like These, realizado por Tim Mielants e protagonizado por Cillian Murphy, Eileen Walsh, Michelle Fairley, Emily Watson, Clare Dunne e Helen Behan. Este foi adaptado por Enda Walsh de um romance homónimo de Claire Keegan, indicado ao Booker Prize em 2022.